# Calau-coroado-africano
Calau-coroado-africano ou calau-coroado (Lophoceros alboterminatus) é uma espécie africana de calau.

## Distribuição
Esta espécie distribui-se por uma vasta área geográfica que se estende desde a Etiópia até Angola e ao norte da África do Sul.

## Conservação
Este calau não se encontra ameaçado.